# 天道盟三元會
天道盟三元會，是臺灣三大犯罪組織之一的天道盟旗下的分會。

## 簡介
三元會成立於2004年，主要勢力在台中市北屯地區，活動範圍在中部的台中、彰化、南投等地區。以「三元資產管理公司」之名義，從事暴力催討債務。竹聯幫地虎堂因為在台中勢力不足，屢次遭到警方掃黑逮捕；吳銀嵐交保後因而投靠天道盟三元會，後來三元會也遭受波及。

## 組織人事
- 會長：林正崇（綽號：高良仔、崇哥,對外自稱「林高良」）
- 前會長：葉品程（綽號：葉老大、阿程、黑豹，對外自稱：黑豹或葉老大）